# Racing Paříž

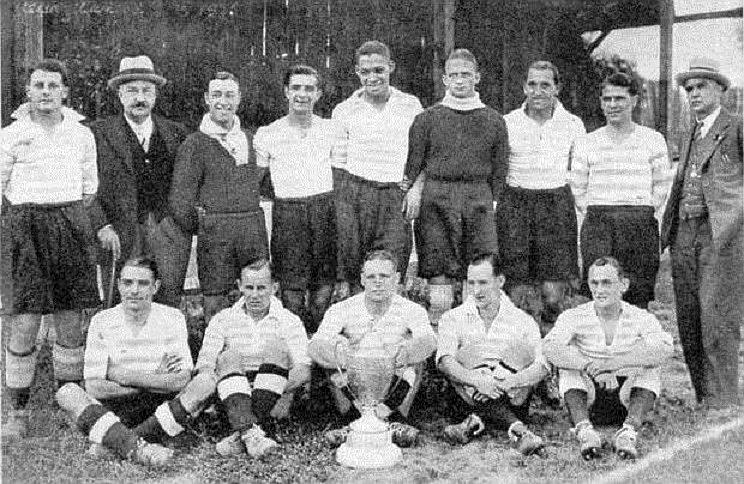
Mistrovský tým z roku 1936

Racing Club de France je fotbalový klub z pařížského předměstí Colombes. Byl založen v roce 1882, patří tak k nejstarším klubům ve Francii. Má přezdívku ' (Tučňáci), týmové barvy jsou bleděmodrá a bílá. V sezoně 2012-2013 hraje B skupinu Championnat de France amateur 2, páté nejvyšší francouzské soutěže.

## Historie
Na počátku 20. století se Racing účastnil amatérského mistrovství Francie pořádaného Union des Sociétés Françaises de Sports Athlétiques (USFSA), které v roce 1907 vyhrál. V roce 1932 byl jedním ze zakládajících mužstev francouzské nejvyšší soutěže. V roce 1936 získal svůj jediný mistrovský titul. V letech 1961 a 1962 ještě obsadil druhé místo, ale o dva roky později z ligy vypadl a nedostatek financí ho donutil přejít na amatérskou bázi. V osmdesátých letech se stal majitelem klubu zbrojařský koncern Matra a začal nakupovat kvalitní hráče. V roce 1985 se Racing dostal znovu do první ligy, ale nejlepším umístěním bylo sedmé místo v roce 1988 a finále poháru v roce 1990. Matra ukončila financování klubu, který od roku 1991 zase hraje jen amatérské soutěže. V roce 2009 se klub sloučil s Levallois SC a přestěhoval do Levallois-Perret, roku 2012 se vrátil do Colombes.

## Mezinárodní scéna
V sezóně 1963/64 se Racing zúčastnil Poháru veletržních měst. V prvním kole vypadl s týmem Rapid Vídeň po výsledcích 0:1 venku a 2:3 doma.

## Získané trofeje

### Vyhrané domácí soutěže
- 1. francouzská liga ( 2× )

(1907, 1936)

## Slavní hráči
- Oscar Heisserer
- Rudolf Hiden
- Thadée Cisowski
- Luis Fernández
- Maxime Bossis
- David Ginola
- Pierre Littbarski
- Enzo Francescoli